# Fir de lână (planorism)

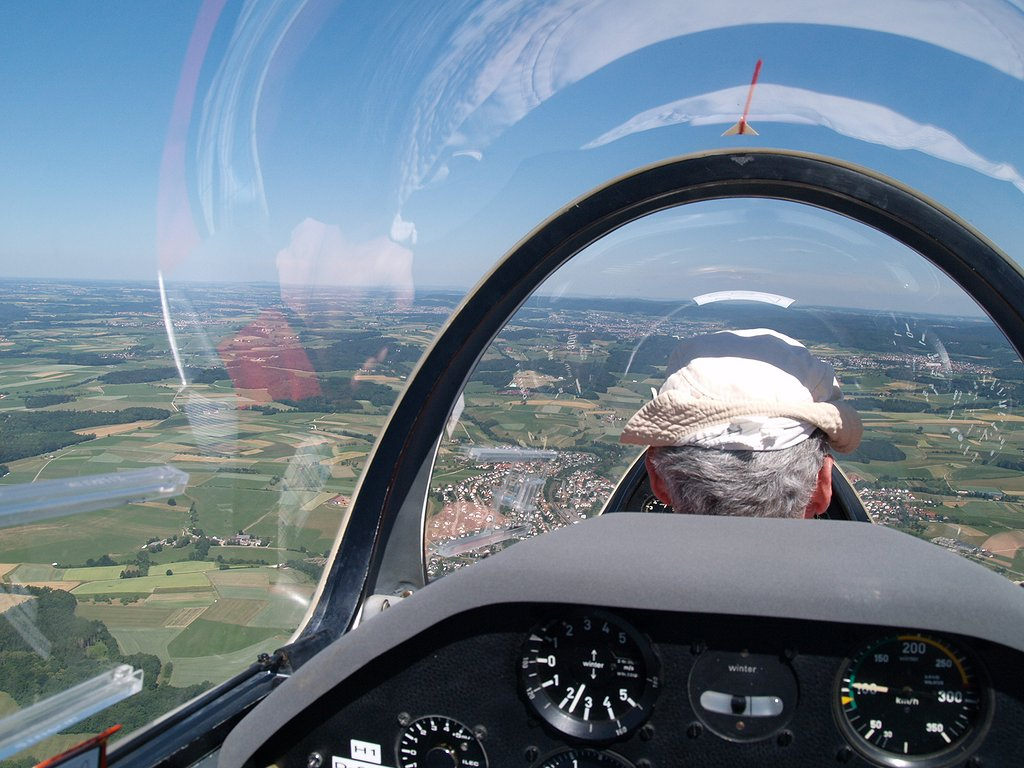
ASK 21 în zbor; firul poate fi văzut clar deasupra capului pilotului din față (acest fir este utilizat de pilotul din spate, un al doilea fir este atașat pentru pilotul din față înaintea sa, aici nevizibil). Între instrumentele rotunde de bord, se află un Indicator de viraj și glisadă.

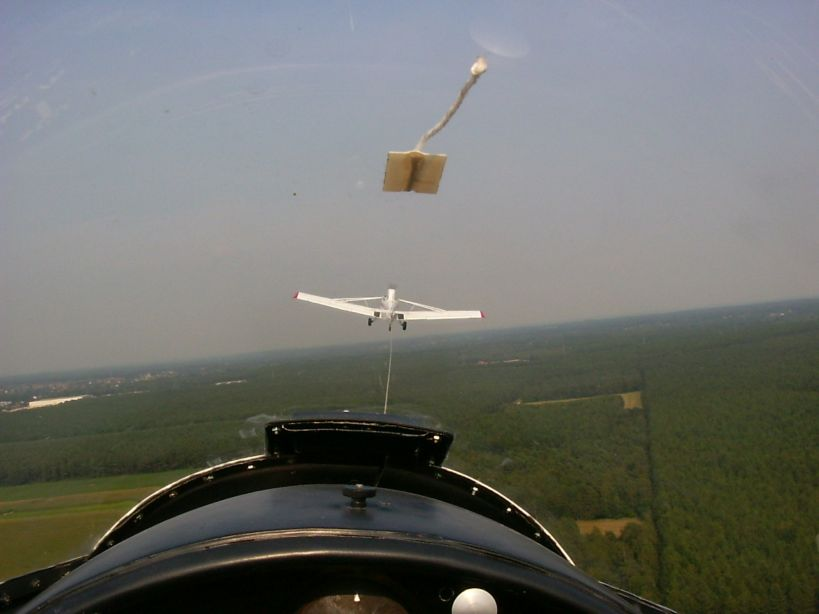
Fir de lână pe capota unui planor (deasupra remorcherului)

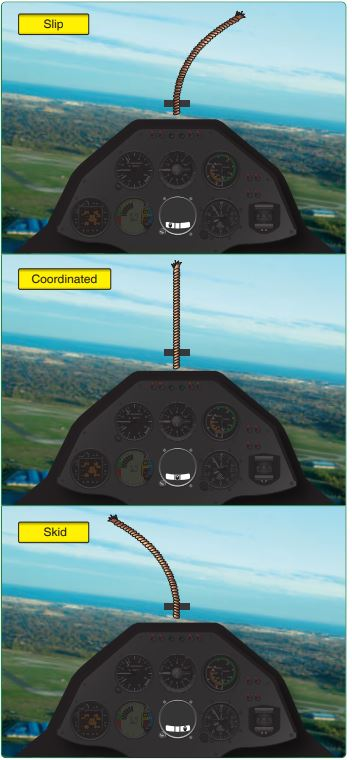
SUS: Curbă stânga cu glisare stânga trebuie corectat cu palonier stânga.
JOS: Curbă stânga cu derapare spre stînga trebuie corectat cu palonier dreapta.

În planorism, firul de lână este un indicator de derapaj folosit pentru pilotarea corectă a planorului. Este folosit un fir de lână de aproximativ 10–15 cm, de regulă roșu, fixat la un capăt, în exteriorul capotei planorului în fața pilotului, pe axa de simetrie.
Se folosește pentru a indica deraparea zero (curentul paralel cu axul longitudinal al planorului) pentru a optimiza performanța și siguranța de zbor. Chiar și în planorele moderne de înaltă performanță, firul este un instrument ieftin, dar important.

## Principiu
În zbor, firul se aliniază de-a lungul curentului de aer și arată pilotului direcția fluxului de aer pe suprafața aeronavei. Pentru a zbura cu o rezistență cât mai mică posibil, aparatul de zbor se direcționează astfel încât firul să rămână paralel cu axa longitudinală a aeronavei.
Dacă aeronava nu se mișcă de-a lungul axei longitudinale, ci mai degrabă lateral „oblic” prin aerul înconjurător, rezistența aerului crește, aeronava pierde inutil viteza și/sau se înfundă (coboară). Această stare se numește zbor glisat.
În zborul cu motor indicatorul de viraj și glisadă îndeplinește o sarcină similară, dar firul de pe planor este mult mai sensibil.
Inerția firului de lână este aproape zero, reacționează mult mai repede decât bila unui indicatorul de viraj și este plasată direct în câmpul vizual al pilotului.
Dacă, la rândul său, planorul are tendința de a „aluneca” spre interior (înclinare excesivă care determină planorul să gliseze spre interiorul virajului) firul de lână va indica în direcția opusă virajului (spre exterior). Pe de altă parte, dacă, la rândul său, planorul are tendința de a derapeze spre exterior (acțiune excesivă asupra palonierului, ceea ce face ca planorul să „alunece” spre exteriorul virajului), atunci firul de lână va indica spre interiorul virajului.
Asemenea fire se folosesc și la elicoptere. Firul de lână nu se poate folosi la avioane cu un motor, datorită curentților de aer generați de elice.